# Prohydata projiciens
Prohydata projiciens là một loài bướm đêm trong họ Geometridae.